# 石川総恒
石川 総恒（いしかわ ふさつね）は、江戸時代中期から後期の旗本。貞當系石川家（大島石川家）6代。

## 生涯
享保13年9月11日（1728年10月13日）石川総為の嫡男として誕生し、元文2年9月18日（1737年10月11日）将軍徳川吉宗に拝謁した。宝暦元年3月16日（1751年4月11日）父死去した後、同年12月25日（1752年2月9日）遺跡を継ぐ。
中奥御小姓となり、宝暦7年12月18日（1758年1月27日従五位下・伊予守に叙任する。御小姓組番頭・御書院番頭・大番頭を勤め留守居役となり、寛政元年1月20日（1789年2月14日）職を辞し、翌年4月25日（1790年）6月7日致仕した。寛政11年6月16日（1799年7月18日）江戸水道橋の屋敷で死去する。